# Reinhold Roth
Reinhold Roth (Amtzell, Baden-Wurtemberg, 4 de marzo de 1953-Wangen im Allgäu, 15 de octubre de 2021)  fue un piloto de motociclismo alemán. Sus mejores años fueron en 1987 cuando ganó el Gran Premio de Francia de 250cc, y finalizó en el segundo lugar de la clasificación general por detrás de Anton Mang, y en 1989 cuando ganó los Grandes Premios de los Países Bajos y Checoslovaquia de 250cc acabando subcampeón por detrás de Sito Pons.

## Accidente y lesiones
En el Rijeka (Yugoslavia) en 1990 de 250cc tuvo una serie de trágicos incidentes. En los entrenamientos, cayó Wilco Zeelenberg, que se perdió la carrera del domingo, y del australiano Darren Milner. La lluvia comenzó y la carrera detuvo la vuelta completa antes del accidente, pero las banderas no se presentaron a tiempo para detener al grupo del líder. En una curva a la izquierda, todos los pilotos delanteros iban a toda velocidad a pesar de la lluvia, incluido Roth, que chocó con Milner, que iba más lento. De hecho, Reinhold Roth obtuvo el sexto lugar en la carrera, en la última temporada que tenía la intención de participar. Dos meses después del accidente se despertó del coma, que lo dejó parapléjico.

## Resultados de carrera

### Campeonato del Mundo de Motociclismo

#### Carreras por año
Sistema de puntos desde 1969 a 1987:
| Posición | 1.º | 2.º | 3.º | 4.º | 5.º | 6.º | 7.º | 8.º | 9.º | 10.º |
| Puntos   | 15  | 12  | 10  | 8   | 6   | 5   | 4   | 3   | 2   | 1    |

Sistema de puntos desde 1988 a 1992:
| Posición | 1.º | 2.º | 3.º | 4.º | 5.º | 6.º | 7.º | 8.º | 9.º | 10.º | 11.º | 12.º | 13.º | 14.º | 15.º |
| Puntos   | 20  | 17  | 15  | 13  | 11  | 10  | 9   | 8   | 7   | 6    | 5    | 4    | 3    | 2    | 1    |

(Carreras en negrita indica pole position, carreras en cursiva indica vuelta rápida)
| Año  | Clase | Equipo       | Moto    | 1       | 2       | 3       | 4       | 5      | 6       | 7       | 8       | 9       | 10      | 11      | 12     | 13    | 14    | Pts. | Pos. |
| ---- | ----- | ------------ | ------- | ------- | ------- | ------- | ------- | ------ | ------- | ------- | ------- | ------- | ------- | ------- | ------ | ----- | ----- | ---- | ---- |
| 1979 | 250cc | Yamaha       | VEN -   |         | GER -   | NAT DNQ | ESP 19  | YUG 17 | NED Ret | BEL DNS | SWE -   | FIN -   | GBR -   |         | FRA -  |       |       | 0    | -    |
| 1979 | 350cc | Yamaha       | VEN -   | AUT Ret | GER -   | NAT 8   | ESP 14  | YUG 11 | NED -   | FIN -   | GBR -   | CZE -   | FRA -   |         |        |       |       | 3    | 28.º |
| 1980 | 250cc | Yamaha       | NAT 8   | ESP 10  | FRA DNQ | YUG -   | NED -   | BEL -  | FIN 15  | GBR DNQ | CZE -   | GER Ret |         |         |        |       |       | 4    | 27.º |
| 1982 | 250cc | Yamaha       |         |         | FRA -   | ESP -   | NAT -   | NED -  | BEL -   | YUG -   | GBR -   | SWE -   | FIN -   | CZE -   | RSM 7  | GER - |       | 4    | 26.º |
| 1982 | 500cc | Suzuki       | ARG -   | AUT 15  | FRA -   | ESP -   | NAT Ret | NED 20 | BEL -   | YUG 13  | GBR -   | SWE -   |         |         | RSM 18 | GER - |       | 0    | -    |
| 1983 | 250cc | Yamaha       | RSA -   | FRA 18  | NAT 11  | GER 5   | ESP 15  | AUT 8  | YUG Ret | NED -   | BEL -   | GBR 6   | SWE 16  |         |        |       |       | 14   | 17.º |
| 1984 | 500cc | Honda        | RSA 11  | NAT 9   | ESP 8   | AUT 7   | GER Ret | FRA 8  | YUG 12  | NED 9   | BEL Ret | GBR 12  | SWE Ret | RSM Ret |        |       |       | 14   | 15.º |
| 1985 | 250cc | Romer-Juchem | RSA 22  | ESP 5   | GER 11  | NAT 8   | AUT -   | YUG 7  | NED -   | BEL -   | FRA -   | GBR 2   | SWE 13  | RSM 10  |        |       |       | 29   | 9.º  |
| 1986 | 250cc | HB-Honda     | ESP 13  | NAT 15  | GER Ret | AUT 11  | YUG 10  | NED 10 | BEL 16  | FRA 15  | GBR 4   | SWE Ret | RSM 14  |         |        |       |       | 10   | 16.º |
| 1987 | 250cc | HB-Honda     | JPN 3   | ESP 8   | GER 3   | NAT 2   | AUT 3   | YUG 3  | NED 2   | FRA 1   | GBR 5   | SWE 11  | CZE 10  | RSM 9   | POR 7  | BRA 4 | ARG 6 | 108  | 2.º  |
| 1988 | 250cc | HB-Honda     | JPN -   | USA 9   | ESP 6   | EXP 6   | NAT 6   | GER 5  | AUT 2   | NED 7   | BEL 4   | YUG 4   | FRA 5   | GBR 5   | SWE 4  | CZE 6 | BRA 4 | 158  | 5.º  |
| 1989 | 250cc | HB-Honda     | JPN NC  | AUS 5   | USA 8   | ESP 6   | NAT 5   | GER 2  | AUT 7   | YUG 2   | NED 1   | BEL 4   | FRA 6   | GBR 2   | SWE 2  | CZE 1 | BRA 6 | 190  | 2.º  |
| 1990 | 250cc | HB-Honda     | JPN Ret | USA 4   | ESP -   | NAT 7   | GER 7   | AUT 5  | YUG 6   | NED -   | BEL -   | FRA -   | GBR -   | SWE -   | CZE -  | HUN - | AUS - | 52   | 14.º |